# Der Tod in Sevilla
Der Tod in Sevilla ist ein in Spanien spielendes, deutsches Stummfilmdrama aus dem Jahre 1913 von Urban Gad mit Asta Nielsen in der Hauptrolle.

## Handlung
Gayetano und Manuel sind zwei berühmte Toreros, denen die Frauenherzen geradezu entgegenfliegen. Beide Männer sind miteinander eng befreundet, und ihre Bande wird durch die Tatsache sogar noch verstärkt, dass Manuels Schwester Conchita mit Gayetano verlobt ist. Eines Tages begegnen die Stierkämpfer auf dem Heimweg der heißblütigen Spanierin Juanita, und sofort entflammen beider Männer Herzen lichterloh. Manuel folgt der jungen Frau sogar bis zum Hause ihrer Mutter, wo Juanita wohnt. Als die Turmglocken von Sevillas La Giralda die Abendstunden einläuten, kehrt der liebestrunkene Manuel zu Juanitas Haus zurück, wo er sie auf dem Dach sitzen sieht. Wie es so Landessitte ist, stimmt der Torero sogleich eine Serenade an, um die hoch über ihm thronende Schöne zu becircen. Zur Belohnung steigt Juanita herab und beginnt mit dem amourös gestimmten Laiensänger ein viertelstündiges, neckisches Geplauder.

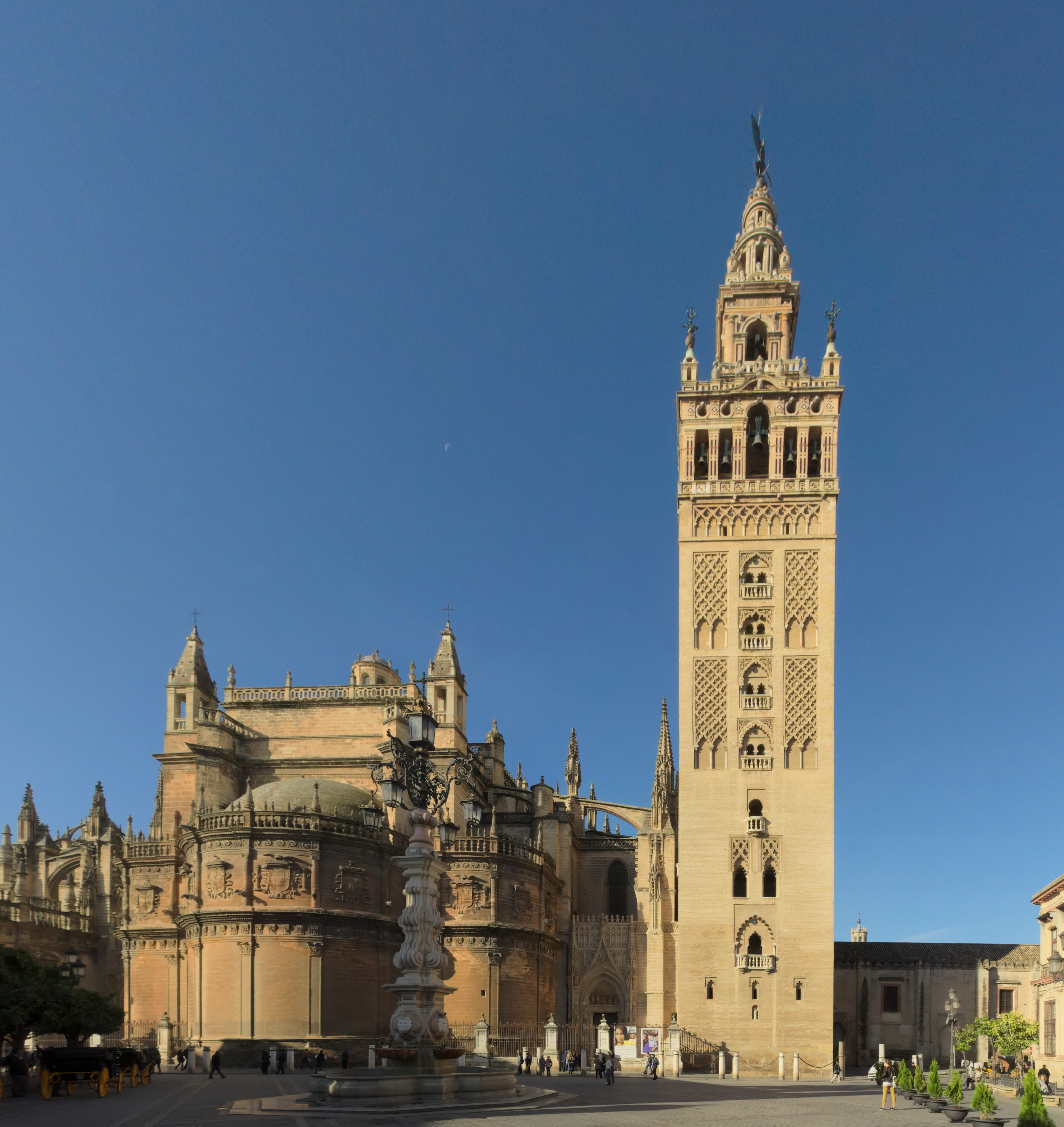
Sevillas Giralda, einer der Drehorte

Die Süßholzraspelei wird am darauf folgenden Tag fortgesetzt, als man sich am stadteigenen Brunnen trifft. Eifersüchtig überwacht der etwas trottelige Ruy, der selbst ein Auge auf Juanita geworfen hat, das Treiben. Juanita folgt der Einladung ihres Troubadours zu einem Tanzvergnügen. Während Manuel dort die Saiten seiner Gitarre anschlägt, beginnt Juanita, die eine ausgezeichnete Tänzerin ist, wie enthemmt über den Fußboden zu fegen, stets ihre Kastagnetten im Anschlag. Alle Männerblicke haften in diesem Moment auf Juanitas Körper. Ruy, der auch hierhin gefolgt ist, platzt nahezu vor Eifersucht und tritt nun aus seinem Versteck hervor. Er warnt Juanita eindringlich davor, sich mit diesem fremden Stierkämpfer einzulassen. Manuel macht sich nur lustig über den Knirps, der angesichts dessen höhnischer Worte ein Messer zückt und auf Manuel einstürzt. Während die Männer sich in Kampfesposition begeben, scheint Juanita dies alles nicht zu interessieren, und sie wendet den beiden Kombattanten den Rücken zu. Da erscheint wie aus dem Nichts Gayetano, packt Ruy am Genick und schleudert ihn zu Boden. Plötzlich ist Juanita wie ausgewechselt: Mit großen Augen strahlt sie den neuen Helden an. Manuel ist komplett verwirrt, er versteht nicht, wieso Juanita innerhalb eines Wimpernschlages ihn fallen lässt und nunmehr Gayetano ihre Gunst zu schenken scheint.
Gayetano lässt sich rasch auf Juanitas Gunstbezeugungen ein; seine Braut in spe, Conchita, scheint vergessen. Für diese junge Frau ist dies alles ein großes Alarmsignal, und sie verlangt von Gayetano, dass er sich ihr gegenüber erklärt. Instinkitv ahnt Conchita, dass da eine Frau im Spiel sein muss. Sie wird in ihrem Misstrauen bestätigt, als Gayetano Conchita sagt, sie solle gehen. Die ausgebootete Ex-Verlobte schwört daraufhin blutige Rache. Und Conchita nimmt sich vor, für ihren Racheplan ihren gleichfalls düpierten Bruder Manuel einzuspannen. Ruy gießt sogar noch Öl ins Feuer, als er den Geschwistern steckt, dass er sah, wie Gayetano und Juanita sich küssten. Als Gayetano für ein paar Tage nicht daheim ist, planen Manuel und Conchita zuzuschlagen: Ruy überbringt Juanita die Nachricht, dass ihre Mutter Isabella schwer erkrankt sei, sodass sie sich augenblicklich auf den Weg zu ihr macht. Am Wegesrand lauern gedungene Kumpane Manuels auf und entführen Juanita. Man verbringt die Ahnungslose auf einen Manuel gehörenden, kaum benutzten Bauernhof hoch oben in den Bergen. Hinter dicken Mauern hält Manuel sie fest und beteuert erneut seine Liebe, die sie kühl zurückweist. Erst als Manuel unumwunden sagt, dass er sie hier auf ewig festhalten könne, knickt Juanita ein und bittet um Gnade.
Manuel traut ihr nicht über den Weg und stellt daher Ruy zu ihrer Bewachung ab, nachdem er den Hof verlassen hat. Manuel eilt mit Conchita in die Stadt zurück. Dort trifft man auf den heimgekehrten Gayetano und erzählt ihm, dass Juanita längst einen anderen habe und sie ihn betrügen würde. Um nicht an Gayetanos Seite leben zu müssen, habe sie sich überdies aus dem Staub gemacht. Reuevoll blickt Gayetano seine Ex Conchita an und küsst sie mit Bitte um Verzeihung. Conchita, die sich nun Gayetanos Zuneigung wieder sicher glaubt, will mit Manuel auf den Berghof zurückkehren und Juanita einladen, am nächsten Tag dem großen Stierkampf, an dem auch Manuel und Gayetano teilnehmen werden, beizuwohnen. Zwischenzeitlich hat Juanita Ruy becirct, ihr bei der Flucht aus den Fängen des Geschwisterpaars zu helfen. Sie umgarnt ihn, sodass er unachtsam wird und nimmt ihm den Schlüssel ab, der die Tür zur Freiheit verschließt. Schließlich gelingt Juanita die Flucht. Nach langem beschwerlichen Weg ins Tal kommt sie zu Gayetanos Haustür und klopft an. Sie will ihm um den Hals fallen, doch der stolze Spanier weist die mutmaßlich Untreue zurück. Juanita versteht die Welt nicht mehr.
Am nächsten Tag soll der große Stierkampf in der Arena stattfinden. Juanita nimmt, ganz in Schwarz, in der Loge nahe der Brüstung platz. Als sie Manuel erblickt, ist ihr Blick voller Hass. Der Stierkampf ist in vollem Gange, und Manuel setzt zum Todesstoß an. Da hört er einen gellenden Schrei: Juanita hat den Namen seines Widersachers, Gayetano, gerufen! Erschrocken blickt Manuel auf. Diesen Moment der Unachtsamkeit nutzt der Stier und rammt seine Hörner in den Körper des Toreros. Der tödlich Getroffene taumelt zu Boden. Gayetano eilt zu ihm und hörte als letzte Worte Manuels Bitte, er möge sich für seinen nahenden Tod an derjenigen Frau rächen, die durch ihren Schrei sein Leben auf dem Gewissen habe. Dann erlischt seinen Lebenslicht. Als Gayetano und Conchita heiraten wollen, erscheint Juanita auf dem Fest und versucht erneut, ihren einstigen Geliebten zu bestricken. Als Gayetano sie daraufhin küssen will, weist sie ihn hohnlächelnd zurück, denn bei Juanita ist alles nur ein Spiel. Dies war eine Bösartigkeit zu viel, und so zückt der erneut Zurückgewiesene ein Messer und sticht Juanita unter einem Kruzifix, wo sie sich einst das erste Mal geküsst hatten, nieder. Im Sterben begriffen, streckt Juanita eine Hand nach ihm aus. Verzweifelt wirft sich Gayetano über Juanita, die ihm einst so viel bedeutet hatte.

## Produktionsnotizen
Der Tod in Sevilla entstand komplett vor Ort in Spanien (bei Granada und in Sevilla) und kam ohne Studiobauten aus. Lediglich für einige Nachaufnahmen 1913 wich man in das Bioscop-Atelier in Neubabelsberg aus. Gedreht wurde wohl überwiegend in der zweiten Jahreshälfte 1912. Der Film passierte am 18. März 1913 die Zensur und wurde acht Tage später erstmals in Berlin gezeigt. Wochen zuvor, am 7. März 1913, lief der Film bereits in Wien an und etwas später auch in der österreich-ungarischen Provinz (z. B. in Czernowitz). Die Länge des Vierakters betrug 1331 Meter, ein Jugendverbot wurde erteilt.
Asta Nielsen soll zur Einführung in die Materie vor Ort eine fünfwöchige Unterweisung in Sachen Stierkampf erhalten haben.

## Kritiken
Die zeitgenössischen Kritiken zeigten sich durchgehend begeistert und stellten vor allem Asta Nielsens Leistung als Tragödin heraus. Nachfolgend vier Beispiele:
Der Teplitz-Schönauer Anzeiger resümierte: „In dem großen vieraktigen Drama ‚Der Tod in Sevilla‘ ist der Künstlerin eine Aufgabe gestellt, die ihr Gelegenheit gibt, ihre virtuose Menschengestaltung von einer neuen Seite zu zeigen. Die stumme und doch beredte Sprache, mit der Asta Nielsen zu fesseln, hinzureißen und zu überzeugen versteht, ist einzig. Das exotische Milieu des Dramas, das in dem Land der heißesten Leidenschaften, im sonnendurchglühten Spanien, spielt, und in das auch die Aufregungen eines Stierkampfes verflochten sind, tut noch ein übriges, dieses Filmdrama zu einem der fesselndsten und wirkungsvollsten zu gestalten.“
Die Marburger (Mariborer) Zeitung schwärmte: „Die Handlung ist äußerst spannend und das meisterhafte Spiel der berühmten Tragödin Asta Nielsen verleiht dem Bilde einen ganz besonders wirkungsvollen Charakter.“
Die Bukowinaer Zeitung schrieb: „Wer wieder einmal erkennen will, wer Asta Nielsen ist und warum ihr Name stets ganze Scharen von Gläubigen heranlockt der sehe Sie sich einmal in dieser Rolle als glutäugige Spanierin an und er wird denen recht geben müssen, welche Sie zur wahren und einzigen Diva des Volkes proklamiert haben .“
Die Kärntner Zeitung befand: „… es ist dies tatsächlich die beste Kunstleistung, die uns die berühmte Künstlerin bisher  noch im elektrischen Theater geboten hat. Zudem wirkt in dem spannenden Drama auch — der Genius loci mit; denn wir sehen die Gassen und Gäßchen, Mauern und Höfe, sowie die zauberischen Gärten und die berühmte Arena von Sevilla in guten Naturaufnahmen vor uns.“